# لف (فيزياء)

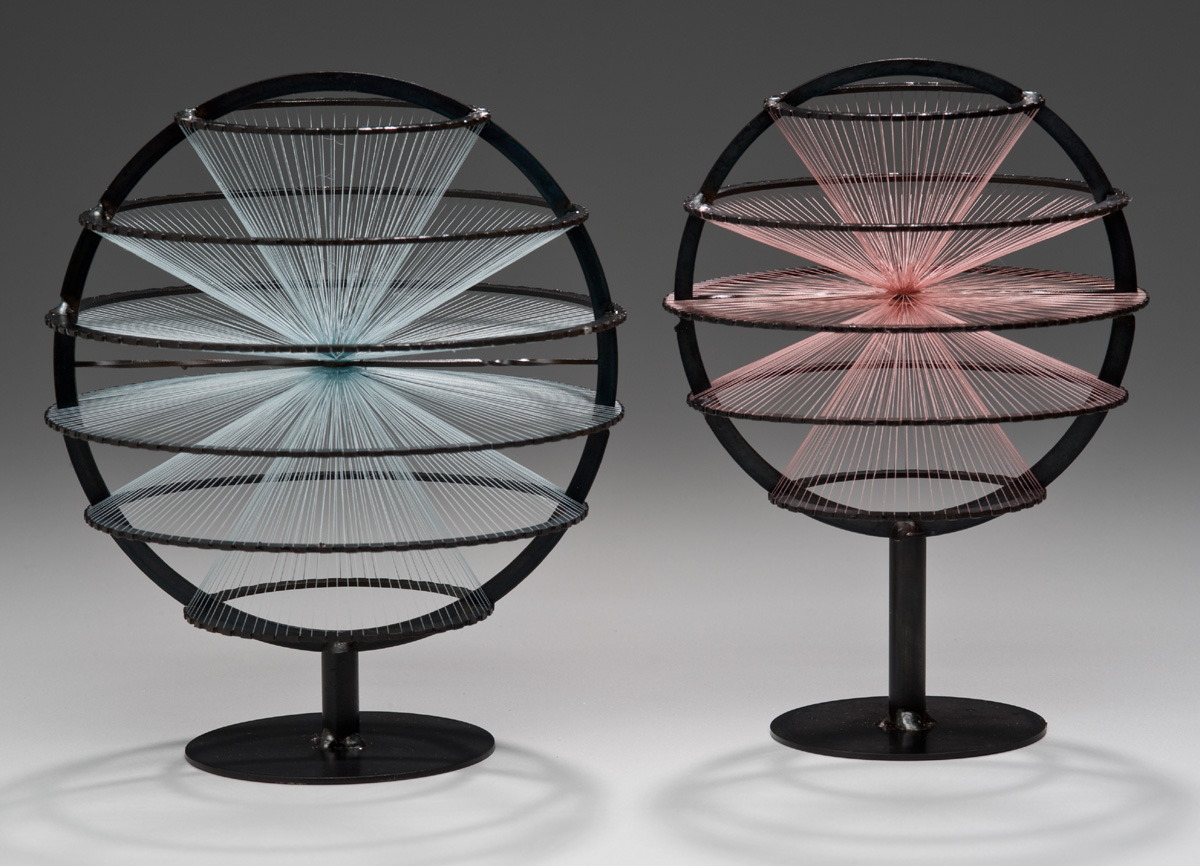

اللفّ  (بالإنجليزية: Spin)‏ هي خاصية تعبر عن دوران الجسيم الأولي حول نفسه. يعتبر اللف المغزلي خاصية جوهرية في كافة الجسيمات الأولية وتمثل ظاهرة ميكانيكية كمومية أصيلة. يمكن تقريب اللف المغزلي للإلكترون للأذهان عن طريق تشبيهها بدوران الأرض حول نفسها إضافة لدورانها حول الشمس، فكذلك يلف الإلكترون حول نفسه ويدور في نفس الوقت في مدار حول النواة. ويقترن اللف المغزلي للإلكترون بعزم مغناطيسي له، هو الأصل في ظاهرة مغناطيسية المواد.

## التسمية
يسمى اللف أيضًا الدُرور أو البَرْم أو الدَّوْمَة أو السَّبِين أو كمية التحرك الزاوي لجسيم.

## الاكتشاف
في الميكانيك الكلاسيكي: ينشأ العزم الدوراني من دوران مكونات وكتل داخلية أصغر في جسم ما، لكن في ميكانيك الكم يكون الدوران المغزلي خاصة جوهرية للجسيم لا تنشأ عن دوران مكونات داخلية.
اكتشف العزم المغناطيسي للإلكترون في عام 1925، وعن طريقه أمكن تفسير بعض الظواهر التي لم تكن مفهومة أنذاك الخاصة بانشقاق خطوط طيف الهيدروجين؛ فهي تنشق في هيئة خطين متوازيين بدلا من خط طيفي واحد في وجود مجال مغناطيسي خارجي، هذا بسبب العزم المغزلي للإلكترون الذي يمكن أن يكون موازيا وفي اتجاهه لخطوط المجال المغناطيسي الخارجي أو يكون معكوسا بالنسبة له. وقد اتضح بعد ذلك أن جميع الجسيمات الأولية لها لف مغزلي ، كما أن بعض الذرات لها محصلة للعزوم المغزلية فيها. تلك المحصلة للعزوم المغزلية تكون بحسب نوع العنصر، فقد يكون المحصلة للعزوم المغزلية للإلكترونات في الذرة (إذا كانت محصلة العزوم المغزلية للنواة مساوية للصفر)؛ وقد تكون محصلة مجموع العزوم المغزلية للإلكترونات مع ارتباطها بمجموع العزوم المغزلية لمكونات النواة.
باستثناء بوزون هيغز الافتراضي فإن الجسيمات الأولية مثل الفرميونات (كالإلكترونات والميونات) والهادرونات (كالبروتون والنيوترون)، والبوزونات والفوتونات لا يمكن أن تكون بدون غزل بالرغم من كونها جسيمات نقطية غير مؤلفة من مكونات أصغر منها.

## اللف المغزلي وأطياف العناصر
منذ أوائل القرن العشرين تكاثفت أبحاث العلماء لاكتشاف تركيب الذرة، وتعجبوا لعدم سقوط الإلكترون، وهو سالب الشحنة داخل نواة الذرة وهي موجبة الشحنة، وذلك طبقاً للكهرومغناطيسية الكلاسيكية لا بد من أن يفقد الإلكترون طاقة حركته شيئا فشيئا نتيجة إشعاعه الكهرومغناطيسي المستمر وهو يدور حول النواة حتى ينهار داخل النواة. ولكن الواقع لا يؤيد ذلك، فالإلكترونات لا تلتهمها النواة، وتبقي الإلكترونات في مداراتها، بل ومن الممكن أن تتشابك الذرات مع بعضها البعض بواسطة الإلكترونات مكونة جزيئات. لذلك ظهر مجموعة من علماء الفيزياء وضعوا أسس فيزيائية ثورية مبنية على ظاهرة الكم التي اكتشفها ماكس بلانك عام 1900، وسميت ميكانيكا الكم.
في عام 1913 اقترح نيلز بور نموذج بور لذرة الهيدروجين، وقد نجح هذا النموذج واستطاع العلماء باستخدامه تفسير خطوط طيف الهيدروجين، التي لم يكن الفيزيائيين لديهم تفسير لظهور تلك الخطوط الضوئية ذات ترددات معينة في طيف الهيدروجين، فقد أوضح بور أن سبب ظهور هذه الأطياف المحددة يرجع إلى انتقالات محددة للإلكترون حول النواة وقد أطلق عليها قفزة الكم، واكتشف العلماء أن الخصائص الذرية للذرات تكمن في سلوك إلكتروناتها التي تدور في أغلفتها. وتبينوا باستخدام ميكانيكا الكم إلى أن سلوك الإلكترون في الذرة يمكن وصفه بأربعة إحداثيات أو أعداد كمومية، وهي:
- عدد كم رئيسي،
- عدد كم مداري،
- عدد كم مغناطيسي
- عدد كم مغزلي.

اكتشف عدد الكم المغزلي للإلكترون في عام 1925 ومقداره +1/2 أو -1/2 .
هذا العدد المغزلي هو رابع أعداد الكم ومن خصائصه ترتيب الإلكترونات في نواة الذرة وهو المسؤول عن انشقاق خطوط الطيف فيما يسمى انشقاق بنية فائقة الدقة. كما يلعب دورا هاما في نشأة النجوم النيوترونية.
يستخدم قياس العزم المغزلي للبوزيترونات في الطب للتصوير والتشخيص.

## اللف المغزلي للإلكترون
اللف المغزلي للإلكتروني يولد مجالا مغناطيسيا الأمر الذي يجعل الإلكترون كالمغناطيس. وفي الحقيقة ترجع خاصية المغناطيسية في المواد بصفة أساسية إلى اللف المغزلي للإلكترون وما يرافقه من عزم مغناطيسي (كذلك تولد الحركة المدارية للإلكترون في الذرات مجالا مغناطيسيا، ولكنه يكون أقل بكثير من العزم المغناطيسي المغزلي للإلكترون). يغزل الإلكترون في اتجاهين فقط:
- مع عقارب الساعة
- عكس عقارب الساعة

لذا فهو يأخذ قيمتين فقط +1/2 أو -1/2 ويرمز لهما أحيانا بالتعبيرين «فوق» و «أسفل».
ينشأ عن دوران الإلكترون حول النواة عزم زاوي (شبيه بالزخم الزاوي للأرض في دورانها في فلك حول الشمس)، بالإضافة إلى ذلك ينشأ عن غزله عزم زاوي داخلي (مثل دوران الأرض حول محورها ] , مما يعني:
العزم الزاوي الكلي = العزم الزاوي المداري + العزم الزاوي المغزلي
- حيث العزم الزاوي الداخلي يحدد برابع أعداد الكم وهو عدد الكم المغزلي s ,
- بينما يحدد العزم الزاوي المداري بثاني أعداد الكم وهو عدد الكم المداري l
- (يقترن الكم المداري (الحركي) بكم مغناطيسي، وهو يحدد ثالث الأعداد الكمومية الازمة لوصف حالة الإلكترون في الذرة وصفا كاملا، وهو عدد الكم المغناطيسي l m .

## اللف المغزلي للجسيمات الأولية
اللف المغزلي Spin لأي جسيم أولي يكون ثابتا لا يتغير. وحتى باعتبار ان الجسيم نقطيا (أي ليست له مقاييس) وكانت طاقة حركته صفرا، فهو له عزمه المغزلي. توجد حتى الآن جسيمات ذات عزم مغزلي {\displaystyle 0\hbar } و {\displaystyle {\tfrac {1}{2}}\hbar } و {\displaystyle 1\hbar }
، ونجد فيها {\displaystyle \hbar } ثابت بلانك المخفض الذي يمثل «كم الشغل»؛ أي أصغر وحدة للقدرة توجد في الطبيعة وعدد كمومي
{\displaystyle s=0,{\tfrac {1}{2}}\!\!,\ 1,\ldots } وهو ما يسمى عدد كم مغزلي.
اكتشف أن للإلكترون عزما مغزليا لأول مرة في عام 1925 وهو يساوي {\displaystyle {\tfrac {1}{2}}\hbar }
وكان ذلك لتفسير بعض الظواهر أطياف العناصر. (اكتشاف العزم المغزلي للإلكترون (اقرأ عزم مغزلي).
كما أعطي للبروتون العزم المغزلي {\displaystyle {\tfrac {1}{2}}\hbar } لتفسير بعض الشذوذ في الحرارة النوعية لغاز الهيدروجين، وكان ذلك في عام 1928 .
اكتشف بعد ذلك أن جميع الجسيمات الأولية تتصف بأن لها كم مغزلي، بحسب أصنافها:
| عزم مغزلي                             | النوع  | أمثلة جسيمات أولية             |
| ------------------------------------- | ------ | ------------------------------ |
| {\displaystyle 0}                     |        | بوزون هيغز                     |
| {\displaystyle {\tfrac {1}{2}}\hbar } | فرميون | إلكترون، نيوترينو، كوارك       |
| {\displaystyle 1\hbar }               | بوزون  | فوتون، غلوون، W-بوزون وZ-بوزون |
| {\displaystyle 2\hbar }               |        | جرافيتون (مقترح)               |

حيث: {\displaystyle \hbar } ثابت بلانك المخفض.
وقدره {\displaystyle \hbar } = 1.054571800×10−34 جول·ثانية

## جسيمان لكل منهما Spin 1/2
محصلة العزم المغزلي لجسيمين مة ذوي العدد المغزلي 1/2 في نظام (مثل إلكترونين في الذرة) يمكن للمحصلتهما أن تتخذ المقدارين تكون {\displaystyle \,S{\mathord {=}}1} و {\displaystyle \,S{\mathord {=}}0} .
فإذا رمزنا لكل جسيم منهما بالرمز {\displaystyle \left|\uparrow \right\rangle \ ,\left|\downarrow \right\rangle }
لحالة استقرارهما (حالة أرضية) فإنهما يكوّنان حالنين لهما الأعداد الكمومية {\displaystyle S} و {\displaystyle M_{S}} ؛
حيث {\displaystyle M_{S}} يمثل العزم المغناطيسي الناشيء عن العزم المغزلي للإلكترونين في إتجاه معين.
{\displaystyle \{\ \left|\upuparrows \right\rangle \ ,\ {\tfrac {1}{\sqrt {2}}}(\left|\uparrow \downarrow \right\rangle +\left|\downarrow \uparrow \right\rangle )\ ,\ \left|\downdownarrows \right\rangle \ \}\quad -} في حــــالة {\displaystyle \,S{\mathord {=}}1\;,\ M_{S}=+1,\,0,\,-1}
أي أنها تشكل (حالة ثلاثية Triplett)؛ لأن {\displaystyle M_{S}} يمككن أت تتخذ ثلاثة قيم أو ثلاثة اتجاهات.
{\displaystyle {\tfrac {1}{\sqrt {2}}}(\left|\uparrow \downarrow \right\rangle -\left|\downarrow \uparrow \right\rangle )\quad -} في حـــالة {\displaystyle \,S{\mathord {=}}0,\;M_{S}{\mathord {=}}0}
أي أنها تشكل (حالة منفردة Singulett)؛ لأن {\displaystyle M_{S}} يمكن ان تتخذ قيمة أو اتجاه واحد.
في الحالتين عندما تكون {\displaystyle M_{S}{\mathord {=}}0} (أي عندما تكون مركبة مجموع العزمين المغزليين في الاتجاه z مساوية للصفر) فإنهما تشكلات أبسط حالة للتشابك. فهنا تعطي كل من محصلتي جمع العزمين المغزليين {\displaystyle \left|\uparrow \downarrow \right\rangle } und {\displaystyle \left|\downarrow \uparrow \right\rangle } وتكون مركبتهما في الاتجاه z مساوية 0 .
ولكن هذا لا ينطبق في حالة أن يكون للجسيمان عزمين مغزليين ليس متساويين؛ مثل أختلاف العزم المغناطيسي لإلكترون وبروتون في ذرة الهيدروجين حيث يختلفا بنسبة 1:700 . فإذا رمزنا للإلكترون بعزمه الكبير للتوضيح بالرمز {\displaystyle |\!\!\Uparrow \rangle } وبالتالي {\displaystyle |\!\!\Downarrow \rangle } , فإن الحالتين لــ {\displaystyle (M_{S}{\mathord {=}}0)} تصبحان {\displaystyle {\tfrac {1}{\sqrt {2}}}(\left|\Uparrow \downarrow \right\rangle \pm \left|\Downarrow \uparrow \right\rangle )}. كل للعضوين المجموعين هنا له عزم مغناطيسي كبير يعادل العزم المغناطيس للإلكترون ويكون متحا إما في الاتجاه (+z) أو في الاتجاه (-z), وتكون قيمة العزم المغناطيسي للذرة في حالة التشابك الكمي هذه في الاتجاه z مساوية للصفر. ويمكن رؤية أن الشرط أن يكون المجموعان
{\displaystyle \left|\Uparrow \downarrow \right\rangle } و {\displaystyle \left|\Downarrow \uparrow \right\rangle } في في حالة تشابك بالفعل حتى يتحقق ذلك.